# Каролайна Слим
Карола́йна Слим (англ. Carolina Slim, 22 августа 1923 — 22 октября 1953) — американский гитарист и певец, работавший в стиле «пидмонт-блюз». Наиболее известными его треками были «Black Cat Trail» и «I’ll Never Walk in Your Door». За время своей относительно короткой музыкальной карьеры использовал различные псевдонимы, в частности, Country Paul, Jammin' Jim, Lazy Slim Jim и Paul Howard. Всего исполнитель записал 27 песен, но о его жизни вне музыкальной карьеры мало что известно. Также неизвестны точные причины использования им различных сценических имен.

## Биография
Каролайна Слим (настоящее имя Эдвард Хьюз, англ. Edward P. Hughes) родился в городе Лизбург, штат Северная Каролина, Соединённые Штаты Америки. Научился играть на гитаре он у отца, музыкальное влияние на него оказали Лайтнин Хопкинс и Блайнд Бой Фуллер. Позже он нашёл себе работу странствующего музыканта в окрестностях города Дюрем, Северная Каролина.
В 1950 году музыкант переехал в Ньюарк, самый большой город штата Нью-Джерси. Там на лейбле Savoy состоялся его дебют в звукозаписи, под псевдонимом Каролайна Слим. Его первый сингл, «Black Chariot Blues» (на обороте трек «Mama’s Boogie»), записанный 24 июля 1950 года, был выпущен на Acorn Records (Acorn 3015), дочернем лейбле «Савоя». В 1951 и 1952 годах музыкант записал восемь треков в нью-йоркской студии King Records в Нью-Йорке, в этот раз используя псевдоним Country Paul. Генри Гловер, встречавший Слима на тех записях, позже сказал, что тот «тогда был очень болезненным юношей». Стиль Слима смешивал пьемонтский блюз, особенно заметный в таких песнях, как «Carolina Boogie» и кавер на «Rag Mama Rag» Фуллера, с влиянием Хопкинса, то есть всё больше и больше сворачивая в сторону техасского блюза. Иногда Слим использовал стиральную доску, а также обычную гитару, как бы подчёркивая свои каролинские корни.
Его записи очень популярны не были, но продавались в количествах, достаточных для того, чтобы контракт на запись с ним поддерживали. В июне 1952 Слим записал дл Savoy Revords ещё четыре трека, но они оказались его последними.
Каролина Слим умер в Ньюарке, штат Нью-Джерси, от сердечного приступа, случившегося во время хирургической операции по поводу жалоб на проблемы со спиной. Ему было 30 лет.
В 1994 году лейбл Document Records издал сборный альбом Complete Recorded Works 1950—1952 («Полное собрание записей 1950—1952»), в который вошли все записанные им за свою жизнь 27 треков.